# کریستین اندرسن
کریستین اندرسن (دانمارکی: Kristine Andersen؛ زادهٔ ۲ آوریل ۱۹۷۶) بازیکن هندبال اهل دانمارک است.
از افتخارات وی میتوان به کسب دو مدال طلا به‌همراه تیم ملی هندبال زنان دانمارک در بازی‌های المپیک تابستانی ۱۹۹۶ و بازی‌های المپیک تابستانی ۲۰۰۰ اشاره کرد.